# 馬場澄江
馬場 澄江（ばば すみえ、1967年12月12日 - ）は、日本の女性声優。東京都出身。81プロデュース所属。

## 略歴
勝田声優学院卒業生。

## 人物
かわいらしい声が魅力。
アニメ、外画の吹き替えで活躍。
趣味・特技はテニス、スキー。

## 出演
太字はメインキャラクター。 

### テレビアニメ
時期不明
- ドラえもん（テレビ朝日版第1期）（女の子、女の人A）

1990年
- ちびまる子ちゃん（1990年 - 、とし子ちゃんのお母さん〈3代目〉、冬田さん〈2代目〉） - 2シリーズ

1994年
- 銀河戦国群雄伝ライ（蘭々）

1996年
- 地獄先生ぬ〜べ〜（少女幽霊、れいこ）

1997年
- 吸血姫美夕（巡礼の娘）
- はれときどきぶた（平賀きみよ 他）

1998年
- ゲゲゲの鬼太郎（第4作）（春）
- DTエイトロン（マナ）
- MASTERキートン（アンナ〈少女時代〉）
- まもって守護月天!（リンリン）

2000年
- とっとこハム太郎（ヒロシ）

2001年
- こみっくパーティー（2001年 - 2005年、塚本千紗） - 2シリーズ
- 地球少女アルジュナ（胎児、赤ん坊）

2003年
- あたしンち（お姉さん）

### 劇場アニメ
- ぼのぼの（1993年 - 1994年、シマリスくん[13][14]） - 2作品

### OVA
- ジャングルDEいこう!（1997年、波美）
- ツインビーPARADISE（1999年、王子）
- アンパンマンとはじめよう! 元気100倍! おゆうぎしようね（2005年、わらい虫）

### ゲーム
- 謎王（1996年、ピエロ）
- プチカラット（1997年、パール、ルコ）
- こみっくパーティー（1999年、塚本千紗）
- ちびまる子ちゃんDS まるちゃんのまち（2009年、冬田さん）

### ドラマCD
- ドラマCD ジャングルDEいこう!（波美）
- ドラマCD 幽幻少女奇談（毛利雪子）

### 吹き替え
- ケチャップ（シナモン）
- ミステリー・グースバンプス（グウェンドリー）